# 칩과 데일의 대작전 (TV 시리즈)
칩과 데일의 대작전(Chip 'n Dale: Rescue Rangers)은 디즈니 텔레비전 애니메이션이 제작한 미국의 애니메이션 어드벤처 코미디 텔레비전 시리즈이다. 태드 스톤스와 앨런 자슬로브가 만든 이 시리즈는 디즈니의 등장인물 칩과 데일이 등장한다. 이 시리즈는 1989년 3월 4일 디즈니 채널을 통해 초연되었고, 이는 1988년 8월 27일 프리뷰로서 "Catteries Not Included"라는 에피소드가 등장한 이후의 일이다. 이 시리즈는 9월에 2시간 스페셜 Rescue Rangers: To the Rescue로 계속해 나갔으며 나중에 주중의 일부로서 5개 파트로 나누어 방영되었다. 마지막 에피소드는 1990년 11월 19일 방영되었다.